# Station Haifa Bat Galim
Station Haifa Bat Galim (Hebreeuws: תחנת הרכבת חיפה בת גלים, Taḥanat HaRakevet Ḥeifa Bat Gailm) is een treinstation in de Israëlische stad Haifa.
Het station is gelegen in het zuiden van de buitenwijk Bat Galim in Haifa.
Het ligt aan de Noord-Zuid spoorlijn tussen Nahariya en Beersjeva.
Op 16 juli 2006 werd een depot in Haifa geraakt door een raket, tijdens het conflict tussen Libanon en Israël.
Hierbij kwamen acht medewerkers om het leven.
Het treinverkeer werd hierdoor stilgelegd.
| Eindbestemming   | Vorig station      | Lijn                                                  | Volgend station | Eindbestemming |
| ---------------- | ------------------ | ----------------------------------------------------- | --------------- | -------------- |
| Beersjeva-Center | Haifa Hof HaCarmel | Beersjeva - Tel Aviv - Haifa - Nahariya               | Haifa HaShmona  | Nahariya       |
| Modi'in Central  | Haifa Hof HaCarmel | Modi'in - Tel Aviv - Luchthaven Ben-Gurion - Nahariya | Haifa HaShmona  | Nahariya       |
| Hof HaCarmel     | Haifa Hof HaCarmel | Haifa - Kiryat Motzkin                                | Haifa HaShmona  | Kiryat Motzkin |